# Mio Dio, come sono caduta in basso!
Mio Dio, come sono caduta in basso! è un film del 1974 diretto da Luigi Comencini.

## Trama

Il marchese Di Maqueda (Alberto Lionello) in una scena.

Nella Sicilia di inizio novecento, Eugenia Di Maqueda e Raimondo Corrao, marchese Di Maqueda, dopo essersi sposati scoprono, proprio durante la prima notte di nozze, di essere fratello e sorella e quindi impossibilitati a consumare il matrimonio. Per questioni di eredità e decoro della casata, i due decidono di non rivelare a nessuno la verità. Per tutti reciteranno la parte di marito e moglie, e partono per il viaggio di nozze a Parigi, ma nella loro intimità vivranno in castità assoluta come fratello e sorella.
Le impellenti esigenze carnali della bella Eugenia, si fanno sempre più pressanti. Dopo aver quasi ceduto a Parigi alle avances di un barone francese, che sul più bello la rifiuta in quanto ancora illibata, ella, tornata in Sicilia, cederà le sue grazie al suo giovane autista personale Silvano, che la possiede ripetutamente in un capanno nell'assolata campagna siciliana, e che farà poi allontanare, facendolo incolpare sebbene innocente, del furto di alcuni  preziosi candelabri. Quando poi il marito/fratello parte come ufficiale per la guerra di Libia, Eugenia sogna di avere un figlio da D'Annunzio e intraprende anche, presa da curiosità, una fugace relazione lesbica con l'amica straniera Evelyn.
Tornato coperto di onore e gloria dalla campagna d'Africa, Raimondo, diventato deputato e  inebriato dalla prosa del Vate, decide d'accordo con Eugenia, di assaporare finalmente il piacere proibito di un rapporto incestuoso con la sorella/moglie. Proprio sul più bello lo zio Monsignor Pacifici gli rivela con una telefonata che in realtà non sono consanguinei e con la scoperta svanisce anche l'eccitazione per la trasgressione imminente.
Passano gli anni, e Raimondo muore nel corso della prima guerra mondiale. Eugenia, fattasi crocerossina, ritrova il giovane autista di casa che l'aveva iniziata anni addietro ai piaceri del sesso, ora soldato semplice tornato ferito dal fronte. Eugenia fugge dal desiderio di vendetta del giovane, rifugiandosi a Parigi, dove egli tuttavia dopo qualche anno la raggiunge. I due alla fine coronano il loro sogno d'amore, nonostante Eugenia voglia mantenere ancora una parvenza di decorosa ritrosia al focoso temperamento dell'amante.

## Critica
Alla sua uscita il film ebbe critiche positive:
(Segnalazioni cinematografiche, vol. 78, 1975)
Morando Morandini nel suo dizionario dei film assegna tre stellette alla pellicola scrivendo: 
(Morando Morandini)
Sostanzialmente negativa la critica di FilmTv.it:
(FilmTv.it)

## Riconoscimenti
- 1975 - Globo d'oro
  - Migliore attrice a Laura Antonelli
- 1980 - Golden Globe
  - Nomination Miglior film straniero (Italia)